# Публий Елий Пет (консул 337 пр.н.е.)
Вижте пояснителната страница за други личности с името Публий Елий Пет.
Публий Елий Пет (на латински: Publius Aelius Paetus) e политик на Римската република през 4 век пр.н.е.
Произлиза от плебейска фамилия Елии. През 337 пр.н.е. той е консул с Гай Сулпиций Лонг. През 321 пр.н.е. е magister equitum при диктатор Квинт Фабий Амбуст. През 300 пр.н.е. той е първият плебей, станал авгур.